# Concierto Andaluz
El Concierto Andaluz es una obra del compositor español Joaquín Rodrigo para cuatro guitarras y orquesta compuesta en 1967. La pieza tiene tres movimientos; cada uno tiene una mezcla de la música española impresionista de la guitarra con aquella de influencia barroca. La obra fue un encargo de Celedonio Romero. El estreno del Concierto Andaluz fue interpretado por la Orquesta Sinfónica de San Antonio, el cuarteto de guitarras Los Romeros, dirigidos por Víctor Alessandro. Tuvo lugar en San Antonio, Texas, Estados Unidos el 18 de noviembre de 1967.

## Movimientos
1. Tiempo de Bolero
2. Adagio
3. Allegretto

### Grabaciones de Concierto Andaluz. Cuarteto de Guitarras de Brahman
- 1.er mov. (video de YouTube).
- 2.º mov. (video de YouTube).
- 3.er mov. (video de YouTube).

- Datos: Q2991742